# Прва савезна лига Југославије у фудбалу 1964/65.

Прва савезна лига Југославије у фудбалу 1964/65. била је највиши ранг фудбалског такмичења у Југославији 1964/65. године. И тридесетседма сезона по реду у којој се организовало првенство Југославије у фудбалу. Шампион је постао Партизан из Београда, освојивши своју шесту шампионску титулу. Из лиге је испала никшићка Сутјеска.
У првенству је учествовао непаран број тимова, с обзиром да Вардар претходне сезоне није испао из лиге иако је заузео последње место на табели, већ је поштеђен због разорног земљотреса који је погодио Скопље.

## Учесници првенства
У фудбалском првенство Југославије у сезони 1964/65. је учествовало укупно 15 тимова, од којих су по 5 из СР Србије и СР Хрватске, 3 из СР Босне и Херцеговине и по 1 из СР Македоније и СР Црне Горе.
- Вардар, Скопље
- Вележ, Мостар
- Војводина, Нови Сад
- Динамо, Загреб
- Жељезничар, Сарајево
- Загреб
- ОФК, Београд
- Партизан, Београд
- Раднички, Ниш
- Ријека
- Сарајево
- Сутјеска, Никшић
- Трешњевка, Загреб
- Хајдук, Сплит
- Црвена звезда, Београд

## Табела
| Место | Клуб             | мечева | победа | нерешених | пораза | дати голови | примљени голови | гол разлика | бодова |
| ----- | ---------------- | ------ | ------ | --------- | ------ | ----------- | --------------- | ----------- | ------ |
| 1     | Партизан         | 28     | 19     | 5         | 4      | 62          | 34              | +28         | 43     |
| 2     | Сарајево         | 28     | 15     | 5         | 8      | 52          | 38              | +14         | 35     |
| 3     | Црвена звезда    | 28     | 14     | 7         | 7      | 50          | 38              | +12         | 35     |
| 4     | Ријека           | 28     | 14     | 6         | 8      | 47          | 30              | +17         | 34     |
| 5     | Жељезничар       | 28     | 13     | 7         | 8      | 39          | 30              | +9          | 33     |
| 6     | Загреб           | 28     | 12     | 5         | 11     | 47          | 42              | +5          | 29     |
| 7     | Раднички         | 28     | 9      | 10        | 9      | 39          | 33              | +6          | 28     |
| 8     | Динамо           | 28     | 11     | 4         | 13     | 35          | 34              | +1          | 26     |
| 9     | Војводина        | 28     | 11     | 4         | 13     | 32          | 37              | -5          | 26     |
| 10    | ОФК              | 28     | 9      | 6         | 13     | 35          | 40              | -5          | 24     |
| 11    | Вардар           | 28     | 6      | 11        | 11     | 23          | 33              | -10         | 23     |
| 12    | Хајдук           | 28     | 7      | 9         | 12     | 28          | 39              | -11         | 23     |
| 13    | Вележ            | 28     | 9      | 3         | 16     | 37          | 53              | -16         | 21     |
| 14    | Трешњевка        | 28     | 7      | 7         | 14     | 27          | 46              | -19         | 21     |
| 15    | Сутјеска         | 28     | 6      | 7         | 15     | 31          | 57              | -26         | 19     |
| -     | Олимпија Љубљана | -      | -      | -         | -      | -           | -               | -           | -      |
| -     | Раднички Београд | -      | -      | -         | -      | -           | -               | -           | -      |

Најбољи стрелац лиге био је Златко Драчић (Загреб) са 23 гола.

## Освајач лиге
| Првак Југославије у фудбалу 1964/65. |
| ------------------------------------ |
| Партизан 6. титула                   |